# Ruben Houweling
Anton Ruben (Ruben) Houweling (Groot-Ammers, 2 oktober 1980) is als bijzonder hoogleraar Arbeidsrecht, grondslagen van modern arbeidsrecht verbonden aan de Erasmus Universiteit Rotterdam.

## Leven en werk
Houweling studeerde Nederlands Recht aan de Erasmus Universiteit Rotterdam. Hij studeerde af in 2004 en werd daar vervolgens benoemd tot docent arbeidsrecht.
In 2009 promoveerde Houweling op de borgsom na afronding van zijn proefschrift Op borgsom vrij waarin hij na een rechtsvergelijkend onderzoek pleit voor een bredere toepassing van de borgsom als alternatief voor vrijheidsbeneming binnen het Nederlandse strafprocesrecht. Aansluitend aan zijn promotie werd Houweling in 2009 benoemd tot universitair hoofddocent Arbeidsrecht. In datzelfde jaar richtte hij de master Arbeidsrecht op. In juni 2011 werd Houweling benoemd tot bijzonder hoogleraar Arbeidsrecht, in het bijzonder Grondslagen van modern arbeidsrecht. Anno 2011 is hij de jongste aldaar aangestelde professor.
Houweling is medeoprichter en redacteur van het Tijdschrift voor de Arbeidsrechtpraktijk (TAP). Daarnaast is hij redactielid van de juridische tijdschriften Arbeidsrechtelijke Annotaties (ArA) en Jurisprudentie in Nederland (JIN). In die hoedanigheid verzorgt Houweling geregeld annotaties bij arresten van de Hoge Raad der Nederlanden. Hij is tevens de oprichter en hoofdredacteur van de arbeidsrechtelijke online jurisprudentiedatabank AR Updates en is als adviseur verbonden aan een advocatenkantoor.
Op 17 juni 2022 werd bekendgemaakt dat de ministerraad, op voordracht van de minister van Sociale Zaken en Werkgelegenheid, heeft ingestemd met de benoeming van Houweling tot kroonlid van de Sociaal-Economische Raad (SER). De benoeming duurt tot 1 april 2024, waarna herbenoeming mogelijk is.